# Mínimo solar
Mínimo solar, ao contrário do máximo solar, é o momento em que as atividades solares diminuem, ocorre na transição final do ciclo solar, que tem duração média de 11 anos, nesse período, é cessado o aparecimento de manchas solares na superfície do Sol, e a fotosfera se mantém estabilizada.